# Шлань
Шлань (рос. Шлань, марій. Шлань) — присілок у складі Моркинського району Марій Ел, Росія. Входить до складу Шоруньжинського сільського поселення.

## Населення
Населення — 384 особи (2010; 474 у 2002).
Національний склад (станом на 2002 рік):
- марі — 95 %